# San Sebastián, Lempira
San Sebastián är en ort i Honduras.   Den ligger i departementet Departamento de Lempira, i den västra delen av landet, 140 km väster om huvudstaden Tegucigalpa. San Sebastián ligger 1 706 meter över havet och antalet invånare är 8 025.
Terrängen runt San Sebastián är huvudsakligen kuperad, men söderut är den bergig. Runt San Sebastián är det ganska tätbefolkat, med 58 invånare per kvadratkilometer. Närmaste större samhälle är San Andrés, 6,5 km sydväst om San Sebastián. 